# Guy Reschenthaler

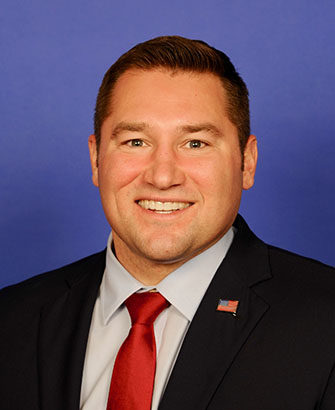
Guy Reschenthaler, 2019

Guy Lorin Reschenthaler (* 17. April 1983 in Pittsburgh, Pennsylvania) ist ein US-amerikanischer Politiker der Republikanischen Partei und ehemaliger Richter. Seit Januar 2019 vertritt er den 14. Distrikt des Bundesstaats Pennsylvania im Repräsentantenhaus der Vereinigten Staaten.

## Werdegang
Reschenthaler besuchte bis 2001 die Thomas Jefferson High School in Jefferson Hills. Sein Studium der Politikwissenschaft am Behrend College der Pennsylvania State University, schloss er 2004 mit einem Bachelor of Arts ab. Danach studierte er Rechtswissenschaften an der Duquesne University. Dort erlangte er 2007 den Juris Doctor (J.D.). Nach dem Studium trat Reschenthaler dem Judge Advocate General’s Corps der United States Navy bei, dem er bis 2012 diente. 2013 wurde er zum Bezirksrichter gewählt und war als Anwalt in Pittsburgh tätig.

## Politische Laufbahn
Im November 2015 wurde er in den Senat von Pennsylvania gewählt und vertrat dort den 37. Distrikt.
2017 bewarb er sich bei der Nachwahl um den 18. Wahlbezirk, der durch den Rückstritt von Tim Murphy vakant war, für das Repräsentantenhaus der Vereinigten Staaten. Er verlor die Vorwahl seiner Partei in der Stichwahl gegen den Rick Saccone, einem Abgeordneten des Repräsentantenhauses von Pennsylvania. Dieser verlor mit 0,2 % Rückstand auf den Demokraten Conor Lamb. Im Jahr 2018 konnte er Saccone in der Vorwahl um den 14. Kongresswahlbezirk mit über 10 % Vorsprung besiegen und am 6. November Bibiana Boerio von der Demokratischen Partei mit 58 % schlagen. 2020 besiegte er den Demokraten William Marx noch deutlicher mit rund 65 % der Stimmen. Die Primary (Vorwahl) seiner Partei für die Wahlen 2022 am 23. August konnte er ohne Gegenkandidaten gewinnen. Er trat damit am 8. November 2022 ohne Mitbewerber an und wurde somit wiedergewählt. Bei der nächsten Vorwahl zur Kongresswahl 2024 hatte Reschenthaler wieder keinen Gegenkandidaten. In der Hauptwahl gegen den Demokraten Chris Dziados erhielt er zwei Drittel der Stimmen und gewann damit deutlich. Seine aktuelle, insgesamt vierte Legislaturperiode im Repräsentantenhaus des 119. Kongresses läuft noch bis zum 3. Januar 2027.

### Ausschüsse
Reschenthaler ist aktuell Mitglied in folgenden Ausschüssen des Repräsentantenhauses:
- Committee on Appropriations
  - Energy and Water Development, and Related Agencies
  - Interior, Environment, and Related Agencies
  - State, Foreign Operations, and Related Programs
- Committee on Rules
  - Rules and Organization of the House

Er war zuvor auch Mitglied im Committee on Foreign Affairs und dem Committee on the Judiciary. Außerdem ist er Mitglied in über 20 Caucuses.

### Ansichten
Reschenthaler gehörte zu den Mitgliedern des Repräsentantenhauses, die bei der Auszählung der Wahlmännerstimmen bei der Präsidentschaftswahl 2020 für die Anfechtung des Wahlergebnis stimmten. Präsident Trump hatte wiederholt propagiert, dass es umfangreichen Wahlbetrug gegeben hätte, so dass er sich als Sieger der Wahl sah. Für diese Behauptungen wurden keinerlei glaubhafte Beweise eingebracht. Der Supreme Court wies eine entsprechende Klage mit großer Mehrheit ab, wobei sich auch alle drei von Trump nominierten Richter gegen die Klage stellten.
Im April 2025 brachte er ein Gesetz ein, mit dem der Washington Dulles International Airport nach Donald Trump benannt werden sollte.